# Dung môi hữu cơ
Dung môi hữu cơ là những chất có gốc cacbon có khả năng hòa tan hoặc phân tán một hoặc nhiều chất khác. Dung môi hữu cơ được sử dụng trong quy trình sản xuất các chất hữu cơ, dung môi hòa tan mỡ và cao su, chất pha loãng sơn, dung môi tẩy keo trong tổng hợp hóa học, sản xuất nước hoa,... Ngoài ra, hóa chất này còn được ứng dụng trong công tác làm sạch khô, tẩy dầu mỡ bám trên các bề mặt dụng cụ, phương tiện, vật liệu bao gồm cả da, vải sợi,. Đặc trưng cơ bản nhất của dung môi hữu cơ đó là tính bay hơi. Nhiều loại hóa chất được sử dụng làm dung môi hữu cơ, bao gồm hydrocacbon béo, hydrocacbon thơm, amin, este, ete, xeton và hydrocacbon nitrat hóa hoặc clo hóa.

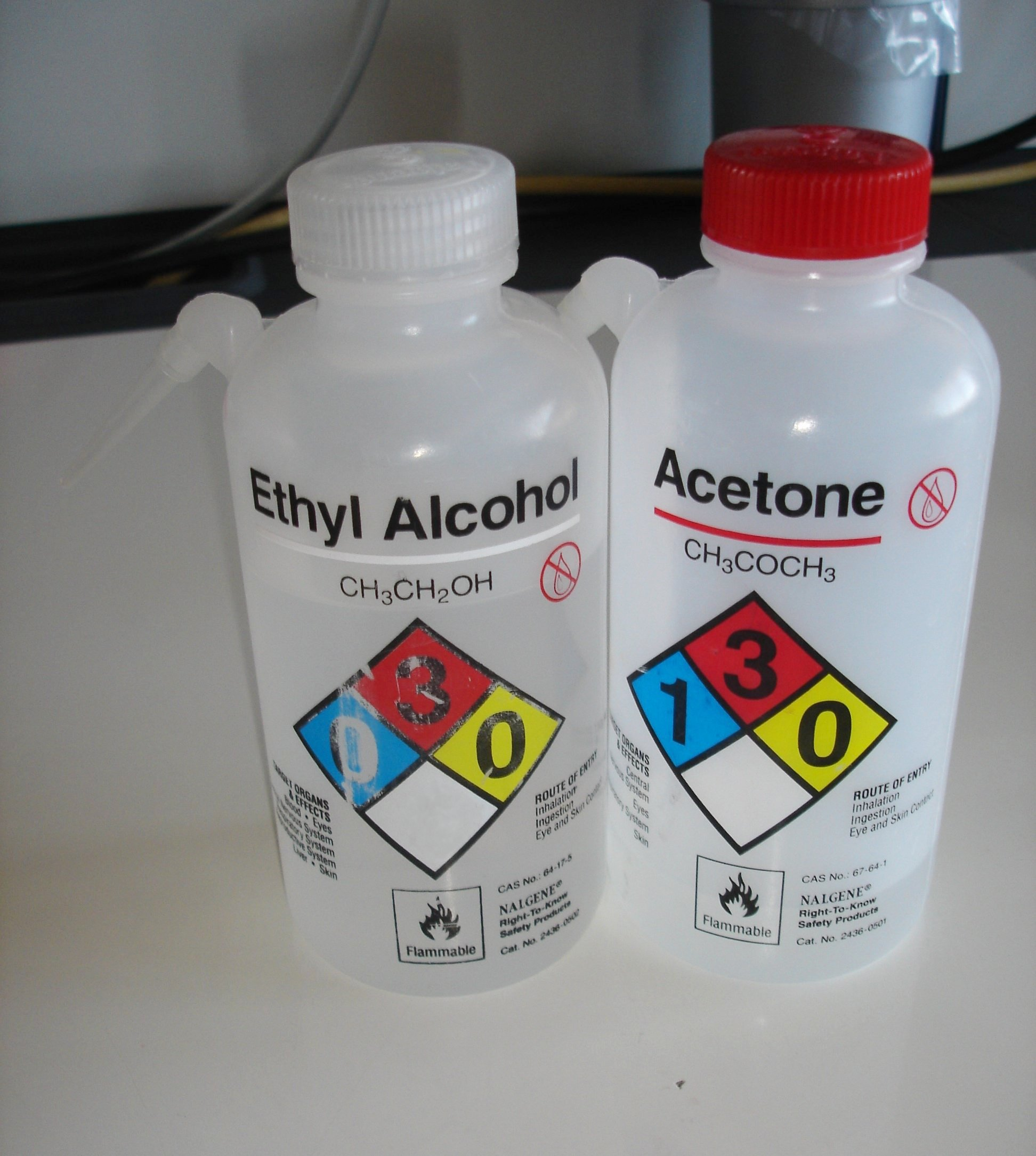
Hình ảnh 2 dung môi hữu cơ phổ biến ethanol và acetone

## Nguy hại đến sức khỏe
Có ba con đường xâm nhập của dung môi hữu cơ vào cơ thể: tiếp xúc qua da, hít phải và nuốt phải. Hấp thụ qua da (da) là con đường xâm nhập chính của các dung môi hữu cơ dễ hòa tan trong lipid và nước. Nhiều người làm sạch các hóa chất trên tay của họ bằng cách sử dụng dung môi có thể thấm vào da. Những thói quen này có thể dẫn đến các vấn đề sức khỏe tiềm ẩn. Sự hấp thụ qua da phụ thuộc vào thời gian tiếp xúc, độ dày của da. Sự hấp thụ qua đường hô hấp phụ thuộc vào tốc độ bay hơi của dung môi, tỷ trọng hơi, thông khí cục bộ, phương pháp áp dụng, thông khí phổi và cung lượng tim. Quá trình hấp thụ xảy ra khi dung môi đi vào miệng và được nuốt. Một khi dung môi hữu cơ đi vào cơ thể, nó sẽ được phân phối qua máu và chuyển hóa chủ yếu ở gan hoặc hệ thần kinh.
Dung môi hữu cơ có thể là chất gây ung thư, nguy cơ sinh sản và chất độc thần kinh. Các dung môi hữu cơ gây ung thư bao gồm benzen, cacbon tetraclorua và trichloroethylene. Các dung môi hữu cơ được coi là nguy cơ sinh sản bao gồm 2-ethoxyetanol, 2-metoxyetanol và metyl clorua. Các dung môi hữu cơ được công nhận là độc tố thần kinh bao gồm n-hexan, tetrachloroethylene và toluen.